# Tacos de lengua
Tacos de lengua är en mexikansk maträtt (taco). Huvudingrediensen är oxtunga, och lengua är spanska för tunga. Tacos de lengua skall serveras i en liten tortilla bakad av majsmjöl. Tungan marineras och kryddas med gul lök, vitlök, lagerblad, salt och svartpeppar. Olika tillbehör kan förekomma, men silverlök, färsk koriander, salsa på tomatillo och pressad lime är de klassiska. Ofta hackas kotungan i småbitar som med många andra tacovariationer, exempelvis tacos al pastor, men ibland kommer den i större filéliknande bitar. Rätten är populär i hela Mexiko, samt i södra Kalifornien i USA.